# Ronald Raldes
Ronald Raldes Balcázar (Santa Cruz de la Sierra, 20 de abril de 1981) es un exfutbolista boliviano y actual presidente de Oriente Petrolero de la Primera División de Bolivia. Jugaba en la posición de defensor central. Es junto a Marcelo Martins, los únicos dos jugadores bolivianos en la historia en alcanzar y superar los 100 partidos con la Selección boliviana.

## Trayectoria
Inició su carrera en Destroyer's en 1998, al año siguiente se incorporó a Oriente Petrolero, donde formó parte del equipo ganador del Campeonato de la Liga en 2001.

## Selección nacional

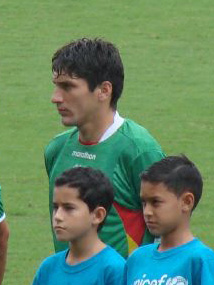
Raldes en 2007.

Ha sido internacional con la Selección de fútbol de Bolivia, en 102 ocasiones y ha marcado 3 goles, uno ante Venezuela en 2014 en un amistoso y el otro ante Ecuador en la Copa América 2015 en Chile.
El 11 de septiembre de 2015 renunció a la Selección de fútbol de Bolivia junto a su compañero Marcelo Martins en desacuerdo al nuevo entrenador Julio César Baldivieso por las declaraciones que dio.
En julio de 2016 Julio César Baldivieso fue destituido como entrenador de la Selección de fútbol de Bolivia y en su lugar fue contratado Ángel Guillermo Hoyos quien volvió a convocar a Ronald para las Eliminatorias a Rusia 2018.
El 1 de septiembre de 2016 volvió a jugar con la Verde en la victoria ante Perú en la victoria 2-0 y lo hizo con un gol, pero por el caso del jugador Nelson Cabrera dicha victoria fue sentenciada a un 3-0 en contra por la FIFA
El 28 de mayo de 2018 llegó a los 100 partidos con la Selección de fútbol de Bolivia, siendo así el futbolista con más presencias en la verde. El conjunto Boliviano fue derrotado 3-0 por la Selección de fútbol de los Estados Unidos en un amistoso internacional.
El excapitán histórico de la selección boliviana quedó en primer lugar con más de 100 participaciones, dejando en segundo lugar a   Marco Sandy y a Luis Cristaldo, convirtiéndose en el primer futbolista boliviano con más de 100 partidos en la selección boliviana en la historia.[cita requerida]

### Estadísticas
- Actualizado al 5 de febrero de 2017.

| Selección             | Año                   | Amistosos | Amistosos | Copa América m | Copa América m | Eliminatorias | Eliminatorias | Total | Total |
| Selección             | Año                   | Part.     | Goles     | Part.          | Goles          | Part.         | Goles         | Part. | Goles |
| --------------------- | --------------------- | --------- | --------- | -------------- | -------------- | ------------- | ------------- | ----- | ----- |
| Bolivia               | 2001                  | 5         | 0         | 5              | 0              | 4             | 0             | 14    | 0     |
| Bolivia               | 2002                  | 2         | 0         | -              | -              | -             | -             | 0     | 0     |
| Bolivia               | 2003                  | 4         | 0         | -              | -              | 2             | 0             | 5     | 0     |
| Bolivia               | 2004                  | 3         | 0         | 3              | 0              | 3             | 0             | 9     | 0     |
| Bolivia               | 2005                  | 1         | 0         | -              | -              | 7             | 0             | 7     | 0     |
| Bolivia               | 2006                  | 0         | 0         | -              | -              | -             | -             | 0     | 0     |
| Bolivia               | 2007                  | 3         | 0         | 3              | 0              | 4             | 0             | 10    | 0     |
| Bolivia               | 2008                  | 2         | 0         | -              | -              | 6             | 0             | 8     | 0     |
| Bolivia               | 2009                  | 0         | 0         | -              | -              | 3             | 0             | 3     | 0     |
| Bolivia               | 2010                  | 1         | 0         | -              | -              | -             | -             | 1     | 0     |
| Bolivia               | 2011                  | 6         | 0         | 3              | 0              | 3             | 0             | 12    | 0     |
| Bolivia               | 2012                  | 1         | 0         | -              | -              | 3             | 0             | 4     | 0     |
| Bolivia               | 2013                  | 2         | 0         | -              | -              | 6             | 0             | 8     | 0     |
| Bolivia               | 2014                  | 6         | 1         | -              | -              | -             | -             | 6     | 1     |
| Bolivia               | 2015                  | 1         | 0         | 4              | 1              | -             | -             | 5     | 1     |
| Bolivia               | 2016                  | 0         | 0         | 0              | 0              | 6             | 1             | 6     | 1     |
| Total en la Selección | Total en la Selección | 33        | 1         | 18             | 1              | 47            | 1             | 103   | 3     |

### Partidos disputados
| Detalle de los partidos internacionales absolutos | Detalle de los partidos internacionales absolutos | Detalle de los partidos internacionales absolutos | Detalle de los partidos internacionales absolutos | Detalle de los partidos internacionales absolutos | Detalle de los partidos internacionales absolutos | Detalle de los partidos internacionales absolutos |
| ------------------------------------------------- | ------------------------------------------------- | ------------------------------------------------- | ------------------------------------------------- | ------------------------------------------------- | ------------------------------------------------- | ------------------------------------------------- |
| Fecha                                             | Ciudad                                            | Local                                             | Resultado                                         | Visitante                                         | Goles                                             | Competición                                       |
| 03/06/2001                                        | La Paz                                            | Bolivia                                           | 5 – 0                                             | Venezuela                                         | -                                                 | Eliminatorias 2002                                |
| 13/07/2001                                        | Medellín                                          | Bolivia                                           | 0 – 1                                             | Uruguay                                           | -                                                 | Copa América 2001                                 |
| 16/07/2001                                        | Medellín                                          | Honduras                                          | 2 – 0                                             | Bolivia                                           | -                                                 | Copa América 2001                                 |
| 19/07/2001                                        | Medellín                                          | Bolivia                                           | 0 – 4                                             | Costa Rica                                        | -                                                 | Copa América 2001                                 |
|                                                   | Total                                             | Presencias                                        | 103                                               | Goles                                             | 3                                                 |                                                   |

## Dirigente deportivo
En 2019, después de haberse retirado de su carrera como futbolista asumió el cargo de presidente de Oriente Petrolero.

### Posiciones obtenidas
| Temporada     | Posición alcanzada | P.J. | P.G. | P.E. | P.P. | G.F. | G.C. | D.G. | Pts |
| ------------- | ------------------ | ---- | ---- | ---- | ---- | ---- | ---- | ---- | --- |
| Clausura 2019 | 6°                 | 26   | 11   | 4    | 11   | 39   | 43   | –4   | 37  |
| Apertura 2020 | 10°                | 26   | 9    | 3    | 14   | 37   | 51   | –14  | 30  |
| 2021          | 6°                 | 30   | 15   | 6    | 9    | 46   | 29   | +17  | 51  |
| Apertura 2022 | Cuartos de final   | 18   | 7    | 4    | 7    | 23   | 23   | 0    | 25  |
| Clausura 2022 | 5°                 | 24   | 11   | 5    | 8    | 36   | 26   | +10  | 38  |

### Torneos internacionales disputados
| Temporada              | Posición alcanzada | P.J. | P.G. | P.E. | P.P. | G.F. | G.C. | D.G. | Pts |
| ---------------------- | ------------------ | ---- | ---- | ---- | ---- | ---- | ---- | ---- | --- |
| Copa Sudamericana 2020 | Fase preliminar    | 2    | 0    | 1    | 1    | 0    | 1    | –1   | 1   |
| Copa Sudamericana 2022 | Fase de grupos     | 8    | 2    | 0    | 6    | 9    | 25   | -16  | 6   |

## Estadísticas
Actualizado al 26 de junio de 2017.
| Club                        | Temporada           | Liga  | Liga  | Copa Nacionales | Copa Nacionales | Copa Internacionales | Copa Internacionales | Total | Total |
| Club                        | Temporada           | Part. | Goles | Part.           | Goles           | Part.                | Goles                | Part. | Goles |
| --------------------------- | ------------------- | ----- | ----- | --------------- | --------------- | -------------------- | -------------------- | ----- | ----- |
| Destroyers · Bolivia        | 1998                | 11    | 0     | -               | -               | -                    | -                    | 11    | 0     |
| Destroyers · Bolivia        | Total               | 164   | 2     | -               | -               | -                    | -                    | 64    | 2     |
| Oriente Petrolero · Bolivia | 1999                | 21    | 0     | -               | -               | -                    | -                    | 21    | 0     |
| Oriente Petrolero · Bolivia | 2000                | 22    | 0     | -               | -               | -                    | -                    | 22    | 0     |
| Oriente Petrolero · Bolivia | 2001                | 34    | 3     | -               | -               | 4                    | 0                    | 38    | 3     |
| Oriente Petrolero · Bolivia | 2002                | 42    | 5     | -               | -               | 8                    | 0                    | 50    | 5     |
| Oriente Petrolero · Bolivia | 2003                | 33    | 1     | -               | -               | 6                    | 0                    | 39    | 1     |
| Oriente Petrolero · Bolivia | Total               | 131   | 9     | -               | -               | 18                   | 0                    | 149   | 9     |
| Rosario Central Argentina   | 2003-2004           | 15    | 0     | -               | -               | -                    | -                    | 15    | 0     |
| Rosario Central Argentina   | 2004-2005           | 34    | 1     | -               | -               | 4                    | 0                    | 38    | 1     |
| Rosario Central Argentina   | 2005-2006           | 34    | 0     | -               | -               | 10                   | 0                    | 44    | 0     |
| Rosario Central Argentina   | 2006-2007           | 18    | 1     | -               | -               | -                    | -                    | 18    | 1     |
| Rosario Central Argentina   | 2007-2008           | 35    | 1     | -               | -               | -                    | -                    | 35    | 1     |
| Rosario Central Argentina   | Total               | 136   | 3     | -               | -               | 14                   | 0                    | 150   | 3     |
| Al-Hilal Arabia Saudita     | 2008-2009           | 2     | 0     | -               | -               | -                    | -                    | 2     | 0     |
| Al-Hilal Arabia Saudita     | Total               | 2     | 0     | -               | -               | -                    | -                    | 2     | 0     |
| Cruz Azul · México          | 2008-2009           | 2     | 0     | -               | -               | 1                    | 0                    | 3     | 0     |
| Cruz Azul · México          | Total               | 2     | 0     | -               | -               | 1                    | 0                    | 3     | 0     |
| Maccabi Tel Aviv Israel     | 2009-2010           | 24    | 0     | -               | -               | -                    | -                    | 24    | 0     |
| Maccabi Tel Aviv Israel     | Total               | 24    | 0     | -               | -               | -                    | -                    | 24    | 0     |
| Colón Argentina             | 2010-2011           | 25    | 0     | -               | -               | -                    | -                    | 25    | 0     |
| Colón Argentina             | 2011-2012           | 18    | 0     | -               | -               | -                    | -                    | 18    | 0     |
| Colón Argentina             | 2012-2013           | 27    | 0     | 1               | 0               | 4                    | 0                    | 32    | 0     |
| Colón Argentina             | 2013-2014           | 2     | 0     | -               | -               | -                    | -                    | 2     | 0     |
| Colón Argentina             | Total               | 72    | 0     | 1               | 0               | 4                    | 0                    | 77    | 0     |
| Oriente Petrolero · Bolivia | 2013-2014           | 16    | 2     | -               | -               | 2                    | 0                    | 18    | 2     |
| Oriente Petrolero · Bolivia | 2014-2015           | 38    | 0     | -               | -               | -                    | -                    | 38    | 0     |
| Oriente Petrolero · Bolivia | 2015-2016           | 42    | 0     | -               | -               | 4                    | 0                    | 46    | 0     |
| Oriente Petrolero · Bolivia | 2016-2017           | 20    | 2     | -               | -               | -                    | -                    | 20    | 2     |
| Oriente Petrolero · Bolivia | Total               | 116   | 4     | -               | -               | 6                    | 0                    | 122   | 4     |
| Bolívar · Bolivia           | 2017                | 17    | 0     |                 |                 | 1                    |                      | 18    | 0     |
| Bolívar · Bolivia           | Total               | 17    | 0     | -               | -               | 1                    | 0                    | 18    | 0     |
| Total en su carrera         | Total en su carrera | 550   | 18    | 1               | 0               | 43                   | 0                    | 590   | 18    |

## Palmarés

### Títulos nacionales
| Título           | Club              | País    | Año           |
| ---------------- | ----------------- | ------- | ------------- |
| Primera División | Oriente Petrolero | Bolivia | 2001          |
| Primera División | Bolívar           | Bolivia | Apertura 2017 |
| Primera División | Bolívar           | Bolivia | Clausura 2017 |

### Distinciones individuales
| Distinción                                                              | Año  |
| ----------------------------------------------------------------------- | ---- |
| Incluido en el Equipo Ideal de la segunda fecha de la Copa América 2015 | 2015 |